# فرودگاه بیرموگرین
فرودگاه بیرموگرین (به انگلیسی: Bir Moghrein Airport) یک فرودگاه همگانی و نظامی است که یک باند فرود آسفالت دارد و طول باند آن ۲۲۹۱ متر است. این فرودگاه در کشور موریتانی قرار دارد و در ارتفاع ۳۶۴ متری از سطح دریا واقع شده‌است.